# Mariastein (Tirol)
Mariastein ist mit 447 Einwohnern (Stand: 1. Jänner 2024) die kleinste Gemeinde des Bezirks Kufstein in Tirol.

## Geographie
Mariastein liegt auf einem Hochplateau, dem Mittelgebirgsrücken des Angerbergs im Unterinntal im Gerichtsbezirk Kufstein. Die Gemeinde ist mit einer Fläche von etwas mehr als zwei Quadratkilometern eine der kleinsten Österreichs.

### Gemeindegliederung
Mariastein besteht aus einer einzigen, gleichnamigen Katastralgemeinde und Ortschaft.
| Katastralgemeinden    | Ortschaften in der Gemeinde |
| --------------------- | --------------------------- |
| Mariastein (2,37 km²) | Mariastein (D) Brand (W)    |
| Legende               |                             |

| In der Spalte Katastralgemeinden sind sämtliche Katastralgemeinden einer Gemeinde angeführt. In der Klammer ist die jeweilige Fläche in km² angegeben. |
| In der Spalte Ortschaften sind sämtliche von der Statistik Austria erfassten Siedlungen, die auch eine eigene Ortschaftskennziffer aufweisen, angeführt. In der Hierarchieebene derselben Spalte, rechts eingerückt, werden nur Ansiedlungen, die mindestens aus mehreren Häusern bestehen, dargestellt. Die wichtigsten der verwendeten Abkürzungen sind: - M = Hauptort der Gemeinde - Stt = Stadtteil - R = Rotte - W = Weiler - D = Dorf - ZH = Zerstreute Häuser - Sdlg = Siedlung - Hgr = Häusergruppe - E = Einzelgehöft (nur wenn sie eine eigene Ortschaftskennziffer haben) Die komplette Liste der Statistik Austria ist in: Topographische Siedlungskennzeichnung nach STAT Zu beachten ist, dass manche Orte unterschiedliche Schreibweisen haben können. So können sich Katastralgemeinden anders schreiben als gleichnamige Ortschaften bzw. Gemeinden. Quelle: Statistik Austria – |

### Nachbargemeinden
Alle drei Nachbargemeinden liegen im Bezirk Kufstein
| Angerberg | Langkampfen                                 | Langkampfen |
| Angerberg | Kompassrose, die auf Nachbargemeinden zeigt | Langkampfen |
| Angerberg | Angath                                      | Langkampfen |

## Geschichte
Es gibt keine Belege für eine vorzeitliche Besiedlung von Mariastein. Erst als die Ritter von Freundsberg um das Jahr 1350 die Burg Stein erbauten, kamen auch die ersten Siedler. Die Burg wurde Teil des Festungsbogens der Anlagen Matzen, Lichtwehr, Schintlburg, Stein, Niederbreitenbach und Tierberg. Mit dem Tiroler Unterland fiel das Gebiet 1369 an den Herzog von Bayern, bis es 1448 in den Besitz der Herren von Ebbs überging. Diese errichteten 1470 eine Schlosskapelle mit einer Marienstatue. Ab 1535 hatte der jeweilige Burgherr die niedere Gerichtsbarkeit für die umliegenden Gebiete inne. Die Anzahl der Höfe in der Umgebung der Burg blieb gering, es bildete sich keine Dorfstruktur.
Im Jahr 1587 erwarb die Familie Schurff das Schloss. Unter ihrer Führung wurde die Marienwallfahrt ausgebaut.
Nach mehreren Besitzern kam die Burg 1835 in das Eigentum der Erzdiözese Salzburg, in dem sie bis heute blieb.

### Bevölkerungsentwicklung
Seit 1981 sind sowohl Geburtenbilanz als auch Wanderungsbilanz positiv. Allein im Jahr 2019 zogen 58 Menschen nach Mariastein, nur 19 verließen die Gemeinde.

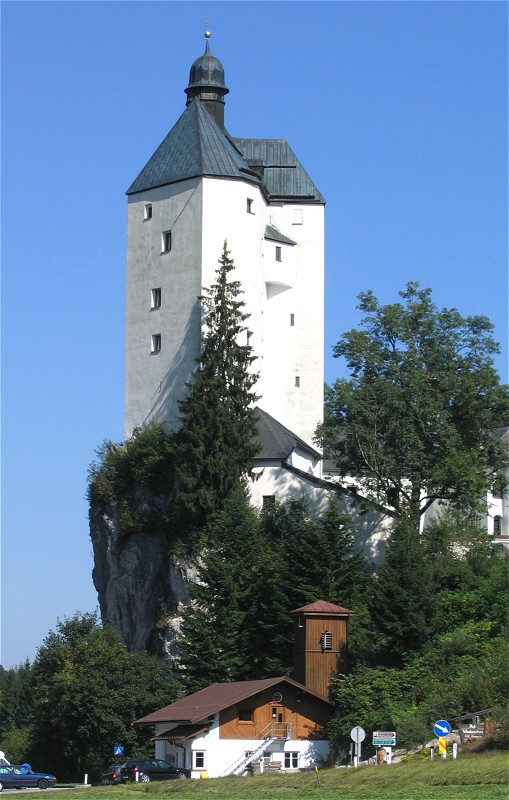
Schloss Mariastein mit Bergfried von Westen.

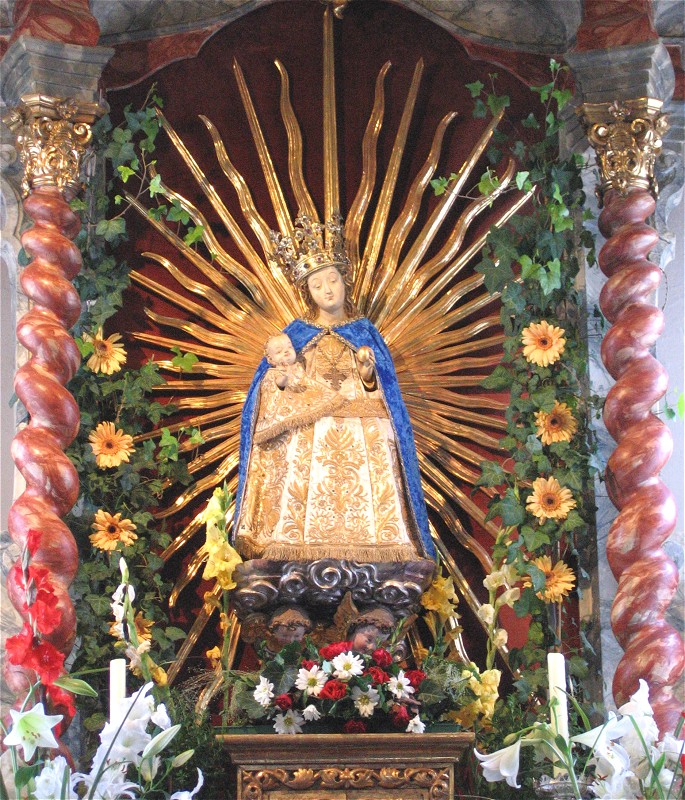
Gnadenmuttergottes in der Wallfahrtskirche

## Kultur und Sehenswürdigkeiten
- Schloss und Wallfahrtskirche Mariastein: Mariastein ist mit der bekannten Wallfahrtskirche das Ziel zahlreicher Pilger. Die Burg mit ihrem rund 42 m hohen Bergfried diente ehemals der Sicherung der alten Römerstraße, als diese noch am linken Innufer entlangführte. Die Kirche im Turm ist über 150 Stufen erreichbar. Der auf einem Felsen stehende Wohnturm (42 m) aus dem 14. Jahrhundert wurde nach einem Marienwunder im 18. Jahrhundert zum Wallfahrtsort. In der Burg befindet sich der „Fürstensaal“ mit reich geschnitzter Kassettendecke, ein Museum mit dem Tiroler Erzherzogshut und die ursprünglich gotische Gnadenkapelle (Umbau 1682–1685) mit Gnadenmuttergottes (um 1450) und Rokoko-Altar (18. Jahrhundert).

## Wirtschaft und Infrastruktur
- Arbeitsplätze: In der Gemeinde gibt es sechzig Arbeitsplätze, drei in der Landwirtschaft, sechs im Produktionssektor und mehr als achtzig Prozent im Dienstleistungssektor. Hierin sind die Bereiche Verkehr, Handel sowie soziale und öffentliche Dienste die größten Arbeitgeber (Stand 2011).[5]
- Pendler: Von den über 160 Erwerbstätigen, die in Mariastein wohnen, arbeiten rund dreißig in der Gemeinde, mehr als achtzig Prozent pendeln aus.[6]
- Verkehr: Mariastein ist durch die L211 Unterinntalstraße 1. Teil ans Inntal angebunden, wo die Inntal Autobahn A12 und die Tiroler Straße B171 verlaufen. Die nächstgelegenen Bahnhöfe bzw. Haltestellen an der Unterinntalbahn sind Langkampfen, Kirchbichl und Wörgl Hauptbahnhof.

## Politik

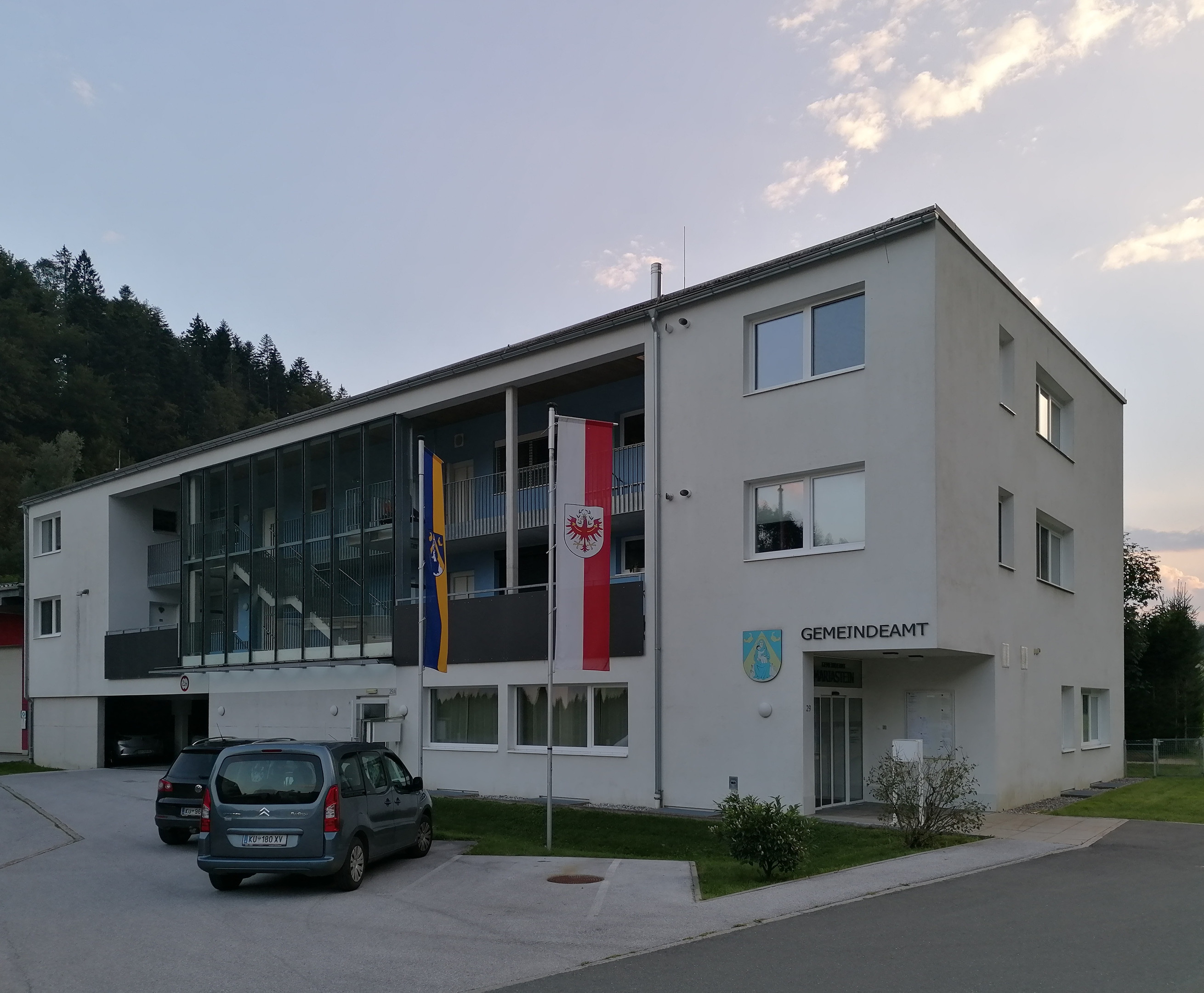
Gemeindeamt

### Gemeinderat
Der Gemeinderat besteht aus 11 Mitgliedern:
| Partei                              | 2010  | 2010    | 2016  | 2016    | 2022  | 2022    |
| Partei                              | %     | Mandate | %     | Mandate | %     | Mandate |
| ----------------------------------- | ----- | ------- | ----- | ------- | ----- | ------- |
| Liste gemeinsame Zukunft Mariastein | 62,16 |         | 71,69 | 8       | 72,18 | 8       |
| Menschen Freiheit Grundrechte       |       |         |       |         | 27,82 | 3       |
| Mariastoana Liste                   | 37,84 |         | 28,31 | 3       |       |         |

### Bürgermeister
- 19??–20??: Rudolf Gschwentner
- 20??–2010: Herbert Horngacher
- seit 2010: Dieter Martinz[10]

### Wappen
Der Gemeinde wurde 1955 folgendes Wappen verliehen: Wappen mit gerader goldener Spitze in Blau. In dieser eine auf einem Stein sitzende Marien-Figur mit dem Jesusknaben. In den blauen Feldern zu beiden Seiten der Spitze zwei goldene Schurfeisen.
Maria auf dem Stein symbolisiert die Wallfahrt und den Ortsnamen Marienstein, das Schurfeisen stammt aus dem Siegel der Familie Schurff, der früheren Besitzer der Burg, die die Marienverehrung förderten.